# Budinci
Budinci (madžarsko Bűdfalva, prekmursko Büdinci, nemško Büdintz) so naselje v Občini Šalovci. So najbolj severno ležeče naselje v Republiki Sloveniji.ki leži 33 km severno od Murske Sobote, na območju Goričkega, tik ob slovensko-madžarski meji. Meji na vasi Šalovci, Markovci, Dolenci in na vasi na Madžarskem Števanovci (Apatistvanfalva) in Andovci (Orfalu). Budinci so razloženo obmejno naselje, sestavljeno iz več manjših zaselkov in kmetij na obeh bregovih Lopoče in Dolenskega potoka ob cesti Dolenci – Šalovci. Prebivalci Budincev so Slovenci. 

## Zgodovina
V zgodovinskih listinah se kraj prvič omenja leta 1387, ko je ogrski kralj Sigismund dal grad Dobra palatinu Miklósu Széchyju in v tej listini je bil kraj prvič naveden na seznamu vasi, ki so pripadale graščini. Vas je omenjena potem še leta 1388 kot Budynch  in Bywdyncz (leta 1499). V srednjem veku  Budince omenjajo kot del zemljišča gospostva Dobra, ki je imelo gospodarsko in upravno središče v gradu Dobra (danes je to Dobra (Neuhaus), na Gradiščanskem v Avstriji). Kasneje je vas ostala v lasti Széchyjevih, ki so ga priključili svojemu posestvu v Gornji Lendavi. Del vasi je leta 1592 prešel v last družine Lanschak iz Budincev, ki je imela tudi 30 km oddaljeno posest Seregháze. Po izumrtju sina družine Széchy leta 1685 je nov lastnik Gornje Lendave (Felsőlendve) postal mož Katarine Széchy Franc Nádasdy. Nato je skupaj z graščino do druge polovice 19. stoletja pripadal družini Nádasdy-jev. Leta 1896 je vas Budinci štela 66 hiš s 336 prebivalci. 
Leta 1910 je vas imela 308 prebivalcev, pretežno slovenskih. V 19. stoletju je spadala v okrožja Tótsági, nato pa je do Trianonske pogodbe pripadala okrožju Monošter, v Železni županiji. Leta 1919 je bil kraj za kratek čas del Prekmurske republike. Nato je bila priključena Kraljevini Srbov-Hrvatov-Slovencev, ki se je leta 1929 poimenovala v Jugoslavijo. Leta 1941 je kraj ponovno priključen Madžarski in nato po letu 1945 postal del Jugoslavije. Od razglasitve samostojnosti leta 1991 je del Slovenije.
Šolo so v Budincih prvič zgradili leta 1912, leta 1933 pa še gasilski dom.
Zaradi slabo rodovitne zemlje so se prebivalci Budincev v preteklosti veliko odseljevali. Število prebivalcev se iz leta v leto zmanjšuje, vse več je starejšega prebivalstva, mladi odhajajo v mesta, in kraje po Sloveniji, nekateri v tujino.